# 巴黎高等电子学院
巴黎高等电子学院（法語：Institut supérieur d'électronique de Paris，缩写I.S.E.P.或ISEP），是一所私立工程师学校，也是精英学校联盟的会员之一。该校正式成立于1955年，校址位于巴黎核心区域的6区。主要课程含盖信息与通信技术，包括：电子，软件工程，信息与图像处理和网络通信等几个专业。
1959年开始，该校工程师学位（硕士）受到法国教育部的承认，目前也受到中国教育部的承认。截止2010年7月，该校已有超过5000名毕业生任职于全球各地企业。2010年根据法国大学排名（French magazines l'Express and L'Etudiant）该校名列5年制精英工程师学校（BAC +5，硕士）前四。